# アムナートチャルーン県

アムナートチャルーン県
จังหวัดอำนาจเจริญ

- この項目は英語版を元に作成されています。

アムナートチャルーン県（アムナートチャルーンけん、タイ語: จังหวัดอำนาจเจริญ）はタイ・東北部の県（チャンワット）の一つ。ウボンラーチャターニー県、ヤソートーン県、ムックダーハーン県、と接し、ラオスとの国境を有する。

## 地理
県はメコン川に位置する。県内にはメコン川の外、ラムセーボーク、ラムセーバイと呼ばれる二つの川がある。

## 歴史
県内はラーマ3世によって建設された。1993年1月12日ウボンラーチャターニー県より分離し、県として成立した。

## 県章
県章の中央には、プラ・モンコンミンムアン（あるいはプラ・ヤイ）と呼ばれるデザインされている。この仏像は県内でもっとも重要とされるものである。左右には木がデザインされており、その下にはゾウがデザインされている。
県木はHopea ferreaである。

## 行政区分
アムナートチャルーン県は7の郡（アンプー）に分かれ、その下に56の町（タンボン）と、653の村（ムーバーン）がある。
| アムナートチャルーン県の郡 | 1. ムアンアムナートチャルーン郡 2. チャーヌマーン郡 3. パトゥムラーチャウォンサー郡 4. パナー郡 5. セーナーンカニコム郡 6. フワタパーン郡 7. ルーアムナート郡 |